# Tills döden skiljer oss åt (1999, Storbritannien)
Tills döden skiljer oss åt, brittisk film från 1999.

## Om filmen
Filmen hade svensk premiär den 15 augusti 2000.

## Rollista (urval)
- Chris Armstrong - Detektiv
- Christopher Beaumont - Häktesvakt
- Robert Lang - Nathan Anderson
- Mark Strong - Michael Mitcham